# 艾芙琳·別列津
艾芙琳·別列津（英語：Evelyn Berezin，1925年4月12日—2018年12月8日），美國電腦程式設計師。她設計了第一套電腦文書處理器，並協助設計第一套電腦航空訂位系統。

## 早年經歷
別列津出生在布朗克斯一個俄羅斯裔猶太人家庭。她就讀布朗克斯克里斯多福·哥倫布中學（Christopher Columbus High School），並在1941年1月至亨特學院攻讀經濟學，而非她所嚮往的物理學（當時一般人認為女性較適合讀經濟學）。第二次世界大戰爆發後，她獲得紐約大學商學院獎學金，加上在亨特學院和布魯克林理工學院的免費課程，讓她得以攻讀物理學。那時她白天在國際印刷公司（International Printing Company）研究部的流變學部門擔任全職助理，夜晚到學校上課，並在1946年獲得物理學士。

## 事業與貢獻
別列津領受美國原子能委員會的獎助金在紐約大學進行學士後研究。1951年她進入電子電腦公司（Electronic Computer Corporation）擔任邏輯設計部門主管，並且是該公司唯一一位為設計該公司所研發電腦的邏輯電路的人。1957年電子電腦公司被安德伍德公司（原安德伍德打字機公司）收購。她在安德伍德公司設計不少架構相似但有用在不同用途的電腦，包含美國陸軍用計算射程的系統、雜誌派送系統，和第一部辦公室電腦。在安德伍德公司發展停滯的1957年，別列津加入曾是西聯匯款部門的。
曾使用真空管電腦和機電開關為美國航空建立訂位系統，該系統是世界上最早的航空公司訂位系統之一。別列津使用新的技術為聯合航空建立一套電腦化訂位系統，是當時最大的電腦系統之一。該系統連結60座城市，只需1秒便能得到回應。在時，她亦研發第一套電腦化銀行系統。
1968年時，別列津構想一套文書處理系統以簡化祕書的工作。她在1969年設立公司，主要產品為「資料祕書」（Data Secretary），大小和一臺小型冰箱相若，沒有螢幕，藉由一臺IBM Selectric打字機輸入與印出文字。
1970年代時，雖然市場仍然強勁，但經濟遭遇嚴重的通貨膨脹。高昂的利率使像等設備以承租為主的公司難以為繼。1976年時被巴勒斯收購，成為其下的辦公室設備部門。別列津在那任職到1979年。1980年，別列津擔任溫室管理公司（Greenhouse Management Company）主席，該公司提供資金支持草創時期的科技公司。
別列津獲得艾德菲大學和東密西根大學授予名譽博士學位。她在信諾集團、標準微系統（Standard Microsystems）、考伯斯和資料點等公司的董事會任職，亦在石溪大學的石溪基金會、布魯克黑文國家實驗室和博伊斯·湯普森研究所等機構董事會任職。
別列津設立別列津－威倫茨基金（Berezin-Wilenitz Endowment）。依照她的遺願，這筆資金由她的房產價值資助石溪大學在科學領域的系主任或教授，或相關研究經費。此外，她和她的先夫伊斯雷·威倫茨（Israel Wilenitz）設立山姆與蘿絲·別列津獎學金（Sam and Rose Berezin Endowed Scholarship）以紀念她的雙親，此獎學金提供計畫攻讀科學、工程或數學學位大學生全額學費。她們亦設伊斯雷·威倫茨基金（Israel Wilenitz Endowment）資助石溪大學語言學系；該系曾授予威倫茨先生碩士學位。

## 個人生活
別列津和丈夫伊斯雷·威倫茨結縭51年。威倫茨1922年於倫敦出生，2003年2月20日逝世，別列津則於2018年12月8日因淋巴癌以93歲高齡辭世。

## 榮譽
- 1976年商業周刊美國100名女企業家[15]
- 2006年長島科技名人堂[6]
- 2006年長島婦女基金會（Long Island Fund for Women and Girls）榮譽[12]
- 2011年國際科技婦女（英语：Women in Technology International）名人堂[6]
- 長島傑出領導人獎[6]
- 艾德菲大學（英语：Adelphi University）名譽博士[5][12]
- 東密西根大學名譽博士[5][12]
- 2015年，因為對早期電腦設計的貢獻與終身企業家活動，計算機歷史博物館授予會士榮譽[11]

## 美國專利
| 申請日         | 專利號碼   | 英文 | 中文                             |
| -------------- | ---------- | ---- | -------------------------------- |
| 1955年3月30日  | US 2913176 |      | 資料處理系統                     |
| 1956年1月10日  | US 2943790 |      | 運算裝置                         |
| 1956年2月24日  | US 2973141 |      | 具有儲存功能電子機算機的控制方式 |
| 1957年3月15日  | US 3017610 |      | 電子資料與檔案處理器             |
| 1960年12月30日 | US 3253262 |      | 資料處理系統                     |
| 1961年2月27日  | US 3187167 |      | 具有動態再循環暫存器的電子計算機 |
| 1961年7月7日   | US 3231865 |      | 線上資料傳輸設備                 |
| 1961年7月7日   | US 3259886 |      | 資料傳輸設備                     |
| 1962年9月13日  | US 3256514 |      | 資訊傳輸系統                     |
| 1963年10月14日 | US 3312945 |      | 資訊傳輸設備                     |
| 1966年1月19日  | US 3461552 |      | 電子電路集合器                   |
| 1966年8月5日   | US 3508227 |      | 資訊訊號產生器                   |
| 1969年11月26日 | US 3651311 |      | 資訊訊號產生器                   |